# Grüne Wüste
Grüne Wüste ist ein deutscher Jugendfilm von Anno Saul aus dem Jahr 1999. Er erhielt den Publikumspreis beim Cinequest Film Festival in San José, CA.

## Handlung
Die 14-jährige Katja lebt mit ihrem Freund Johann im nahe ihrem Dorf gelegenen Wald „Grüne Wüste“ ihre Träume aus. Hier planen beide ihre Zukunft, die sie zusammen verbringen wollen. Diese wird jedoch zweifach bedroht: Zum einen durch die Affäre von Katjas Mutter Doris mit Johanns Vater Simon, bei der Katjas Vater Detlef untätig zuschaut. Zum anderen wird immer klarer: Johann, Katjas erste große Liebe, hat Leukämie. Die junge Frau muss nun ihre Kindheit hinter sich lassen, um damit fertigzuwerden.

## Hintergründe
Die Dreharbeiten liefen vom 30. Juli 1998 bis zum 17. Oktober 1998 in Amorbach. Die Außenaufnahmen entstanden 1999 bei der Ruine der Burg Wildenberg bei Kirchzell im bayerischen Odenwald. Die Produktionsfirma war die TPI Trebitsch in Zusammenarbeit mit ZDF und arte.
Grüne Wüste hatte seine Uraufführung 1999 beim Filmfest München. In die Kinos kam der Film am 25. Januar 2001, und er erschien am 6. Dezember 2001 auf DVD. Die Erstausstrahlung im deutschen Fernsehen war am 23. Dezember 2002 im ZDF.

## Kritik
Das Lexikon des internationalen Films sah einen „leise(n), eindringliche(n) Film über das Ende einer Kindheit, der durch seine visuelle Gestaltung und vor allem den ambitionierten Versuch überzeugt, einen neuen Zugang zum überfrachteten Topos des deutschen Waldes zu finden.“

## Auszeichnungen
Martina Gedeck wurde 2000 beim Bayerischen Filmpreis für ihre Rolle als Doris als beste Schauspielerin ausgezeichnet.